# کومار باید کار شیطانی انجام دهد
کومار باید کار شیطانی انجام دهد (به تامیلی: Theeya Velai Seiyyanum Kumaru) یا تو باید مثل آتش کار کنی، کومار (به انگلیسی: You have got to work like fire, Kumar) فیلمی هندی محصول سال ۲۰۱۳ و به کارگردانی سوندار سی است. در این فیلم بازیگرانی همچون سیدارت نارایان، هانیسکا موتوانی، سانتانام، گانش ونکاترامن، دوادارشینی، نالینی، ایشواریا منون، ویشال، خوشبو ساندار و سامانتا روت پرابو ایفای نقش کرده‌اند.